# Феррера-Эрбоньоне
Феррера-Эрбоньоне (итал. Ferrera Erbognone) — коммуна в Италии, располагается в регионе Ломбардия, в провинции Павия.
Население составляет 1147 человек (2008 г.), плотность населения составляет 60 чел./км². Занимает площадь 19 км². Почтовый индекс — 27032. Телефонный код — 0382.
Покровителем коммуны почитается святой Иоанн Креститель, празднование 24 июня.

## Демография
Динамика населения:

## Администрация коммуны
- Официальный сайт: